# اچ‌ام‌ای‌اس جیلان (اف‌سی‌پی‌بی ۲۱۵)
اچ‌ام‌ای‌اس جیلان (اف‌سی‌پی‌بی ۲۱۵) (به انگلیسی: HMAS Geelong (FCPB 215)) یک کشتی است که طول آن ۱۳۷٫۶ فوت (۴۱٫۹ متر) می‌باشد. این کشتی در سال ۱۹۸۴ ساخته شد.